# Freyming-Merlebach
Freyming-Merlebach (deutsch Freimengen-Merlenbach) ist eine französische Stadt mit 13.069 Einwohnern (Stand 1. Januar 2022) im Département Moselle in der Region Grand Est (bis 2016 Lothringen). Freyming-Merlebach gehört zum Arrondissement Forbach-Boulay-Moselle und zum Kanton Freyming-Merlebach. Die Einwohner nennen sich Freymingeois und Merlebachois.
Im Ort wurde früher Steinkohlenbergbau betrieben (Lothringer Bergwerke). Ende der 1950er Jahre begann – wie in anderen europäischen Ländern auch – eine langanhaltende Kohlekrise.

## Geografie
Freyming-Merlebach liegt an der Grenze zu Deutschland. Umgeben wird Freyming-Merlebach von den Nachbargemeinden Großrosseln (Saarland) im Nordosten, Cocheren im Osten, Béning-lès-Saint-Avold im Südosten, Betting im Süden, Hombourg-Haut und Saint-Avold im Südwesten, L’Hôpital im Westen sowie Völklingen (Saarland) im Nordwesten.
Zu Freyming-Merlebach gehören neben Freyming und Merlebach die Wohnsiedlungen Cité Cuvelotte, Cité Hochwald (Hochwald), Cité Reumaux und die Cité Sainte-Fontaine (Heiligenbronn).

## Geschichte
Freyming-Merlebach entstand 1971 durch die Zusammenlegung der Ortschaften Freyming (Freimengen oder Freimingen) und Merlebach (Merlenbach).
Von 1871 bis 1918 war die Gegend Reichsland Elsaß-Lothringen; mit dem Versailler Vertrag kam sie wieder an Frankreich. Von 1920 bis 1935 war das Saargebiet unter französischer Verwaltung. Im September 1939, kurz nach Beginn des Zweiten Weltkriegs, wurden die Bewohner evakuiert.
Von Juni 1940 bis Ende 1944 war das Gebiet von der Wehrmacht besetzt; es wurde im Zuge des Kampfes um Metz befreit.

### Bevölkerungsentwicklung
| Jahr      | 1962   | 1968 | 1975   | 1982   | 1990   | 1999   | 2007   | 2019   |
| Einwohner | 10.053 | 9712 | 15.605 | 16.214 | 15.224 | 14.461 | 13.356 | 12.725 |

## Sehenswürdigkeiten
Der Wieselstein (Le rocher du Wieselstein) ist ein massiver Felsblock, der an einen Menhir erinnert, und um den sich viele Legenden ranken. Er ist sechs Meter hoch, vier Meter breit und war während der großen Streiks 1920 Versammlungsort der Bergarbeiter, weil auf ihm ein Redner für die Menge gut sichtbar war. Er liegt zwischen der Bergarbeitersiedlung (cité) Cuvelette und der Grube Reumaux.

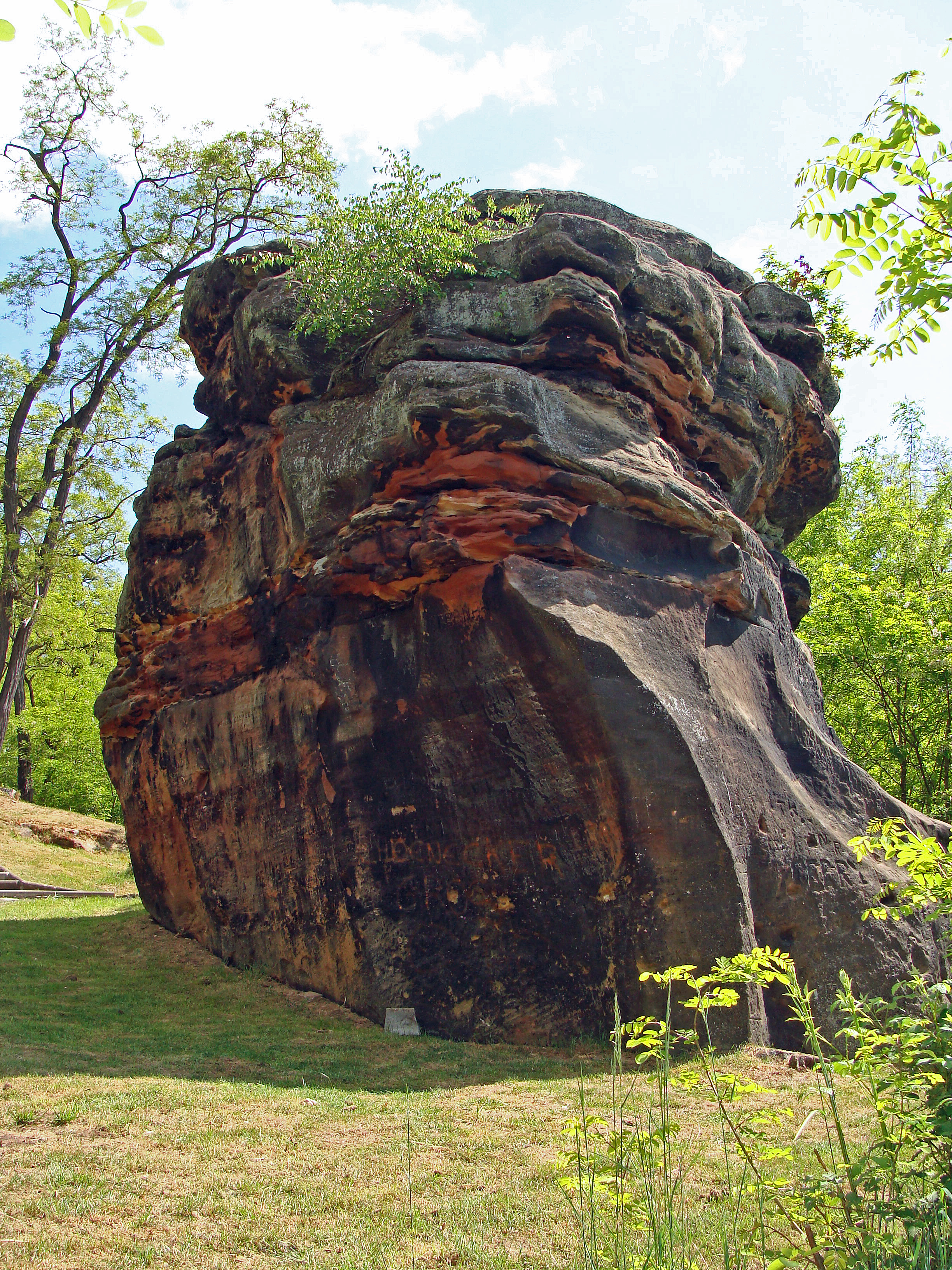
Wieselstein
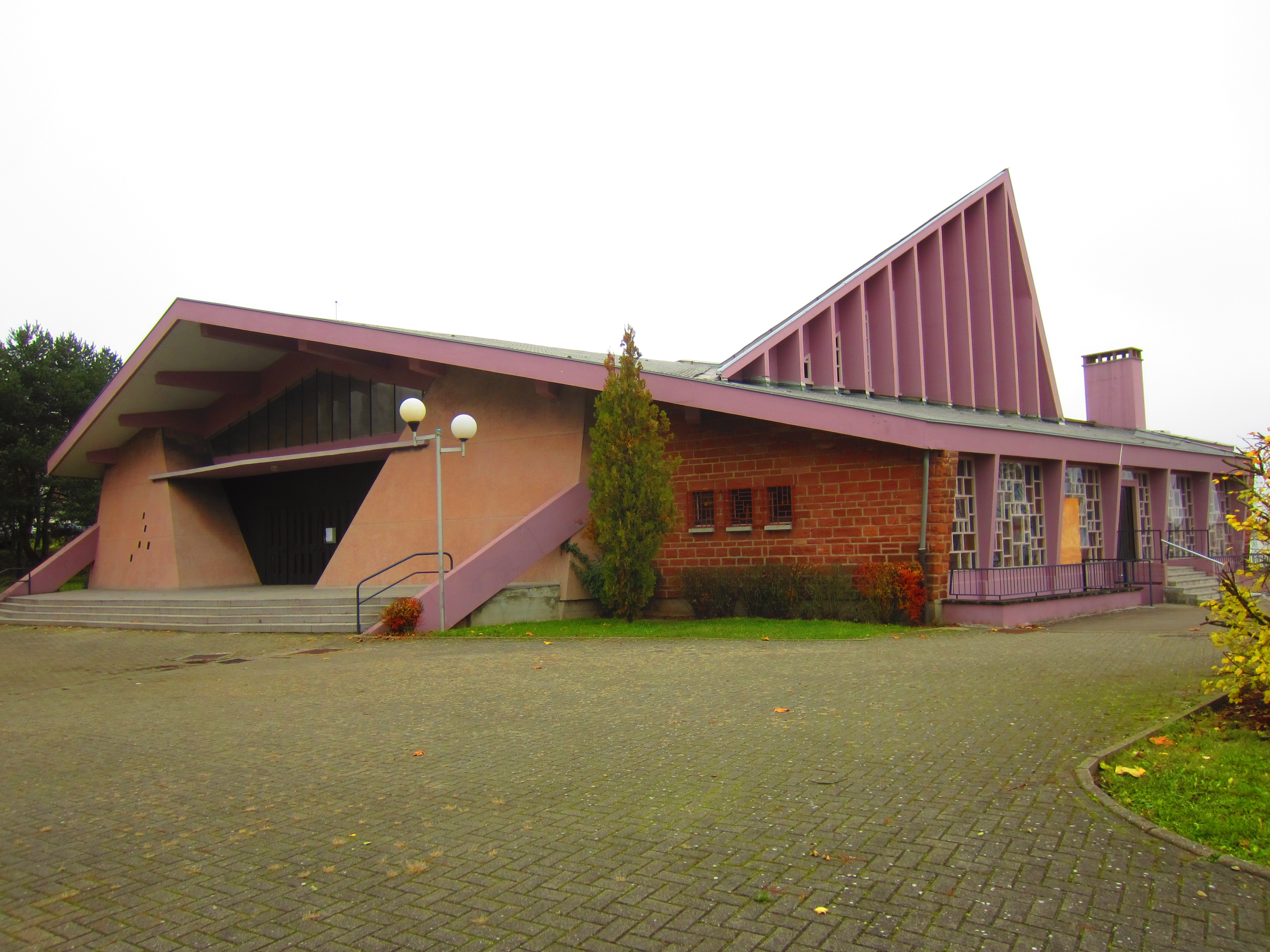
Kirche der Heiligen Jungfrau Maria
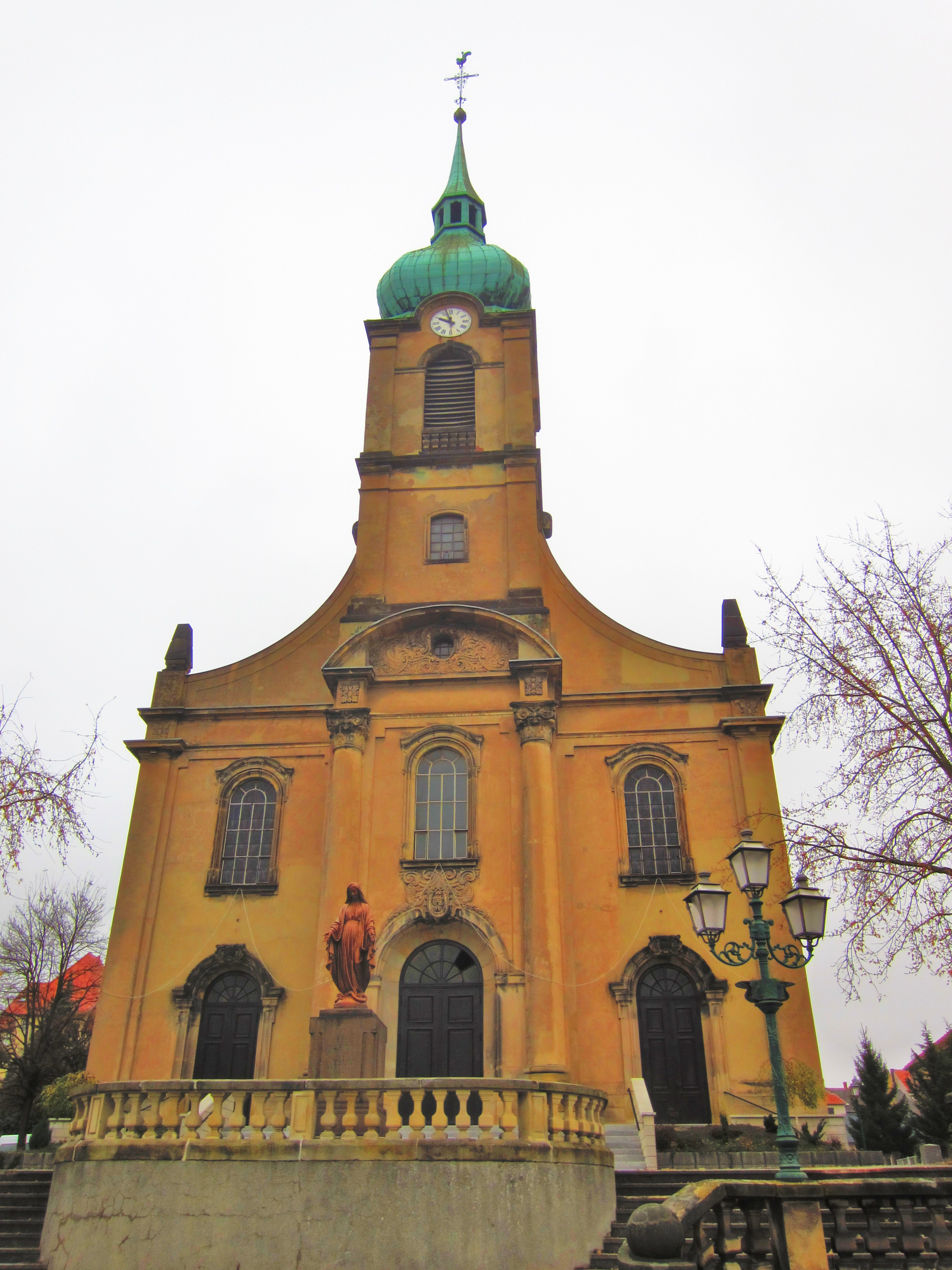
Kirche Mariä Geburt in Merlebach
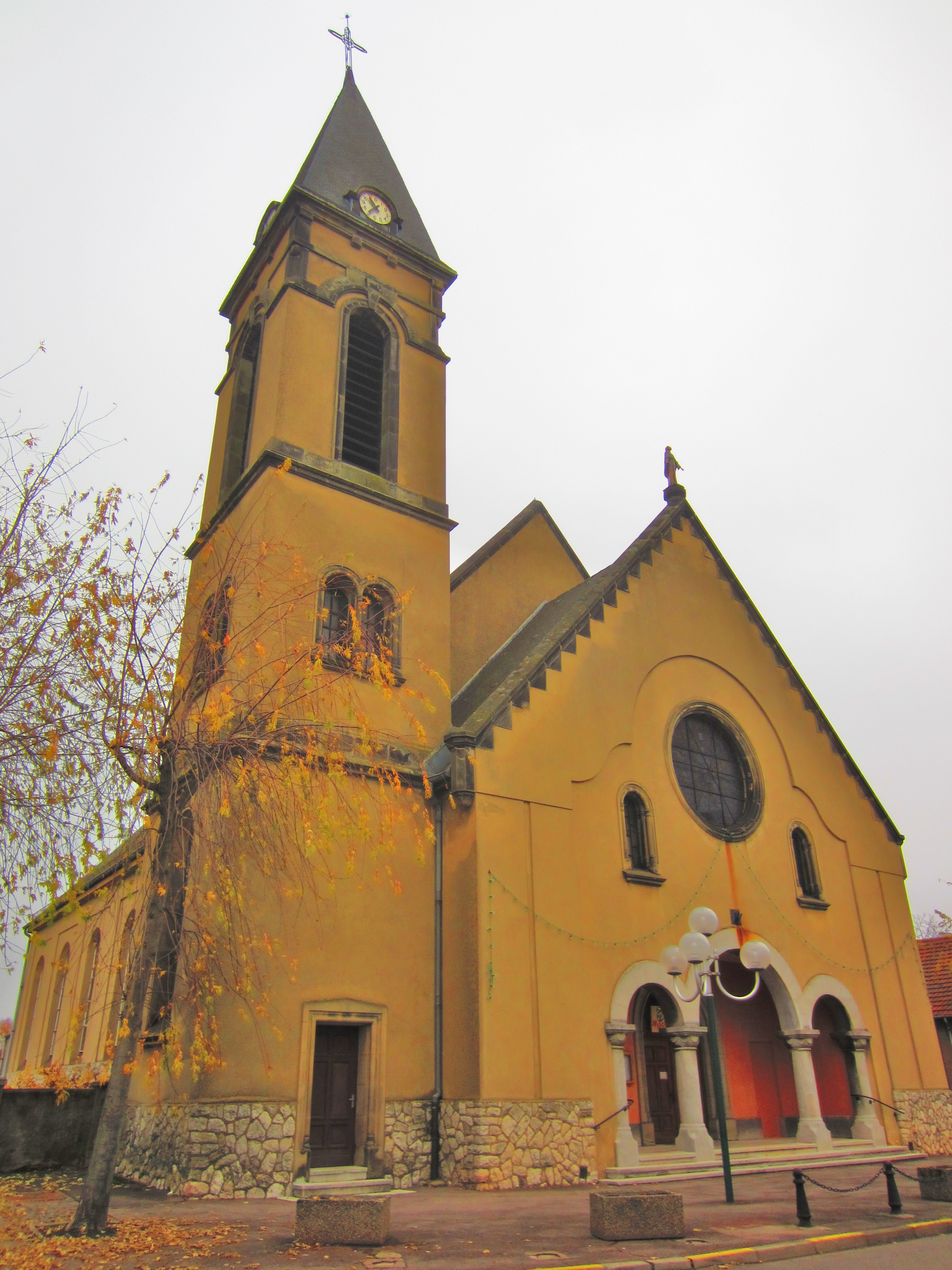
Kirche St. Joseph in Freyming-Hochwald
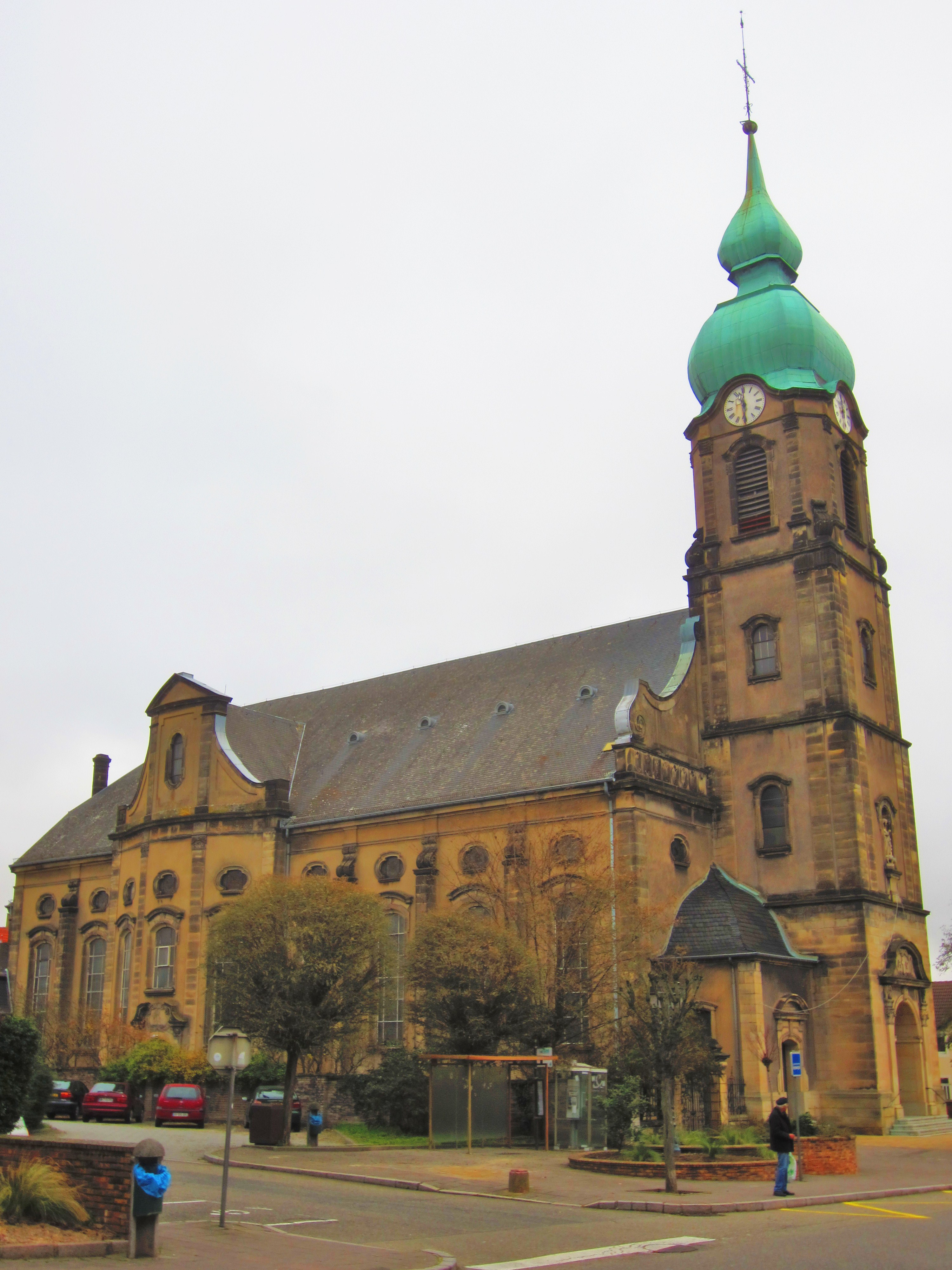
Kirche St. Mauritius in Freyming

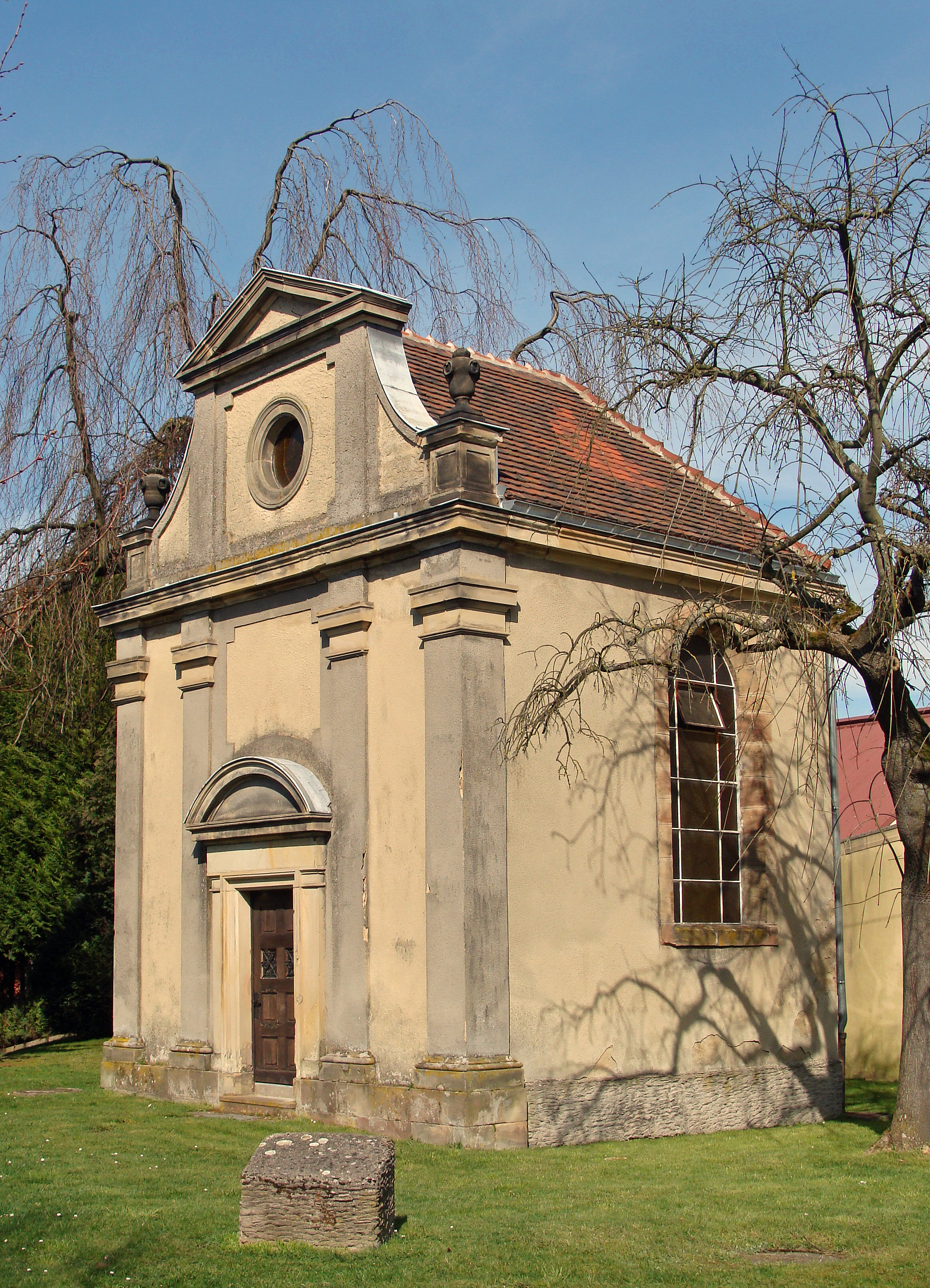
Kapelle St. Mauritius
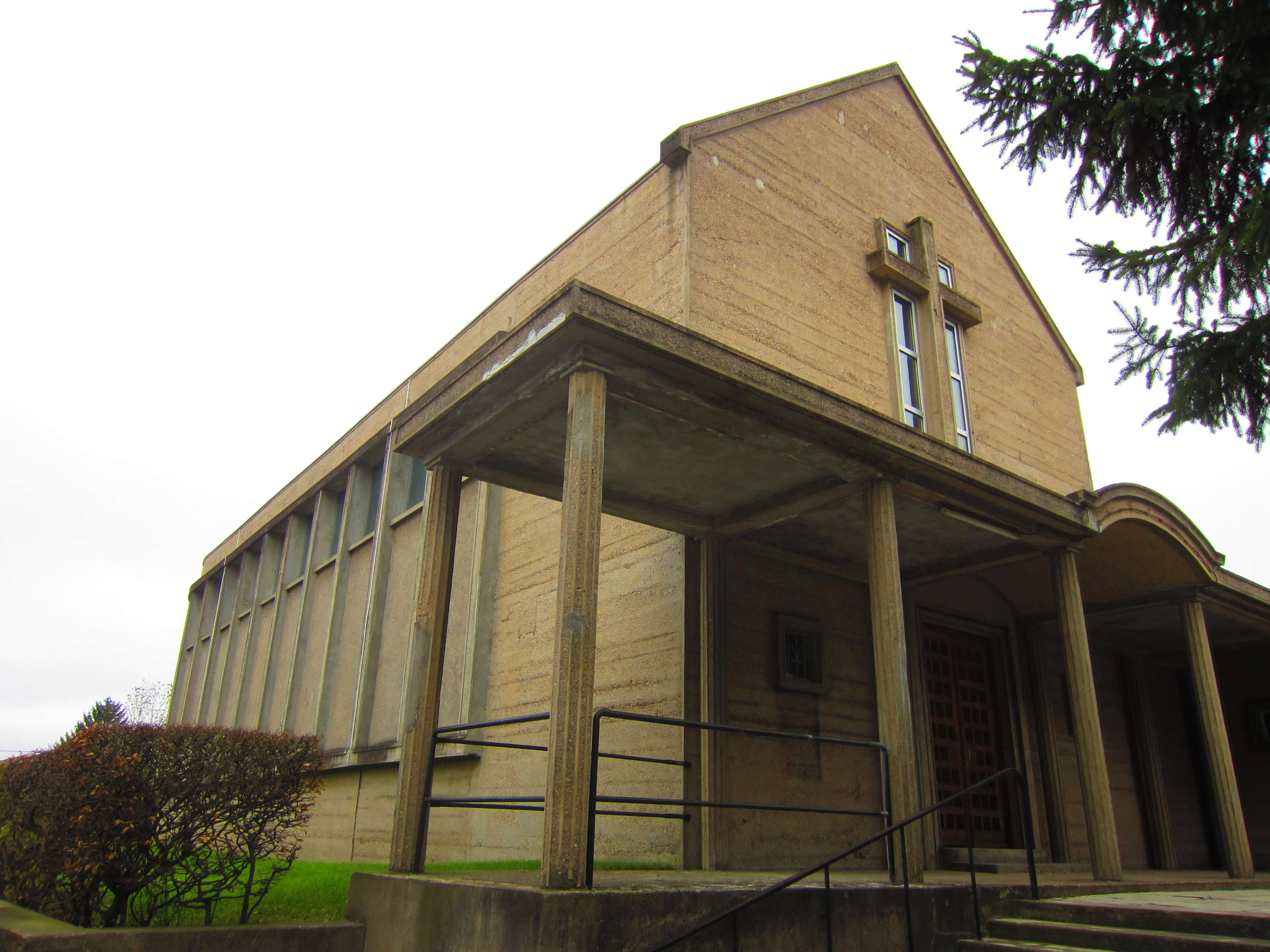
Protestantische Kirche in Merlebach
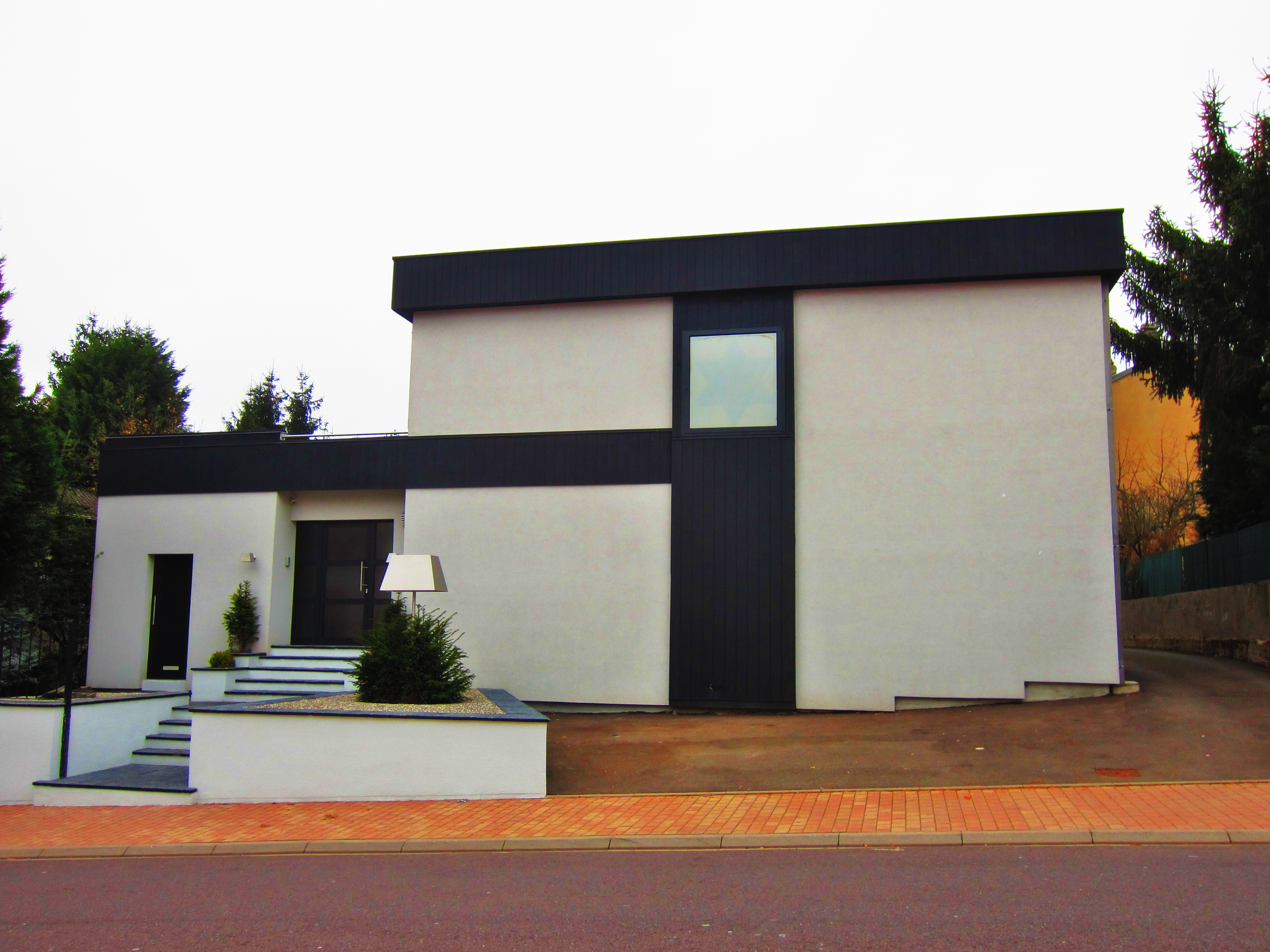
Synagoge
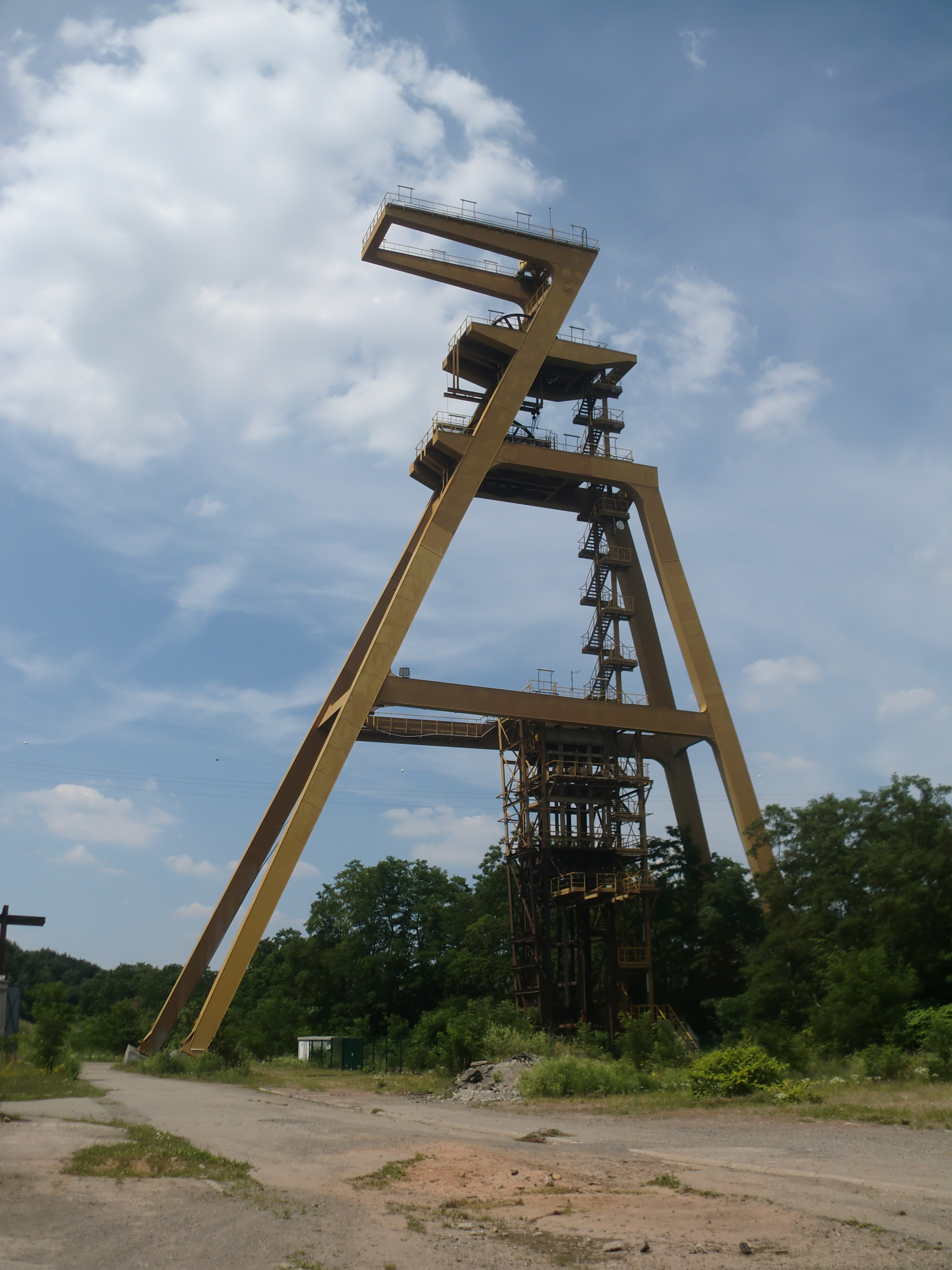
Förderturm des Schachtes Cuvelette

## Sport
In Freyming-Merlebach ist der Fußballklub SO Merlebach beheimatet.

## Partnerschaften
Zu Orciano di Pesaro in Marken (Italien) besteht eine Städtepartnerschaft, daneben eine enge Beziehung zu Waldbrunn in Baden-Württemberg (Deutschland).

## Persönlichkeiten
- Willi Weingardt (1917–1969), deutscher Politiker (SPD)
- Walter Hoff (* 1924), Politiker (FDP/DPS), Mitglied des Saarländischen Landtags
- István Nyers (1924–2005), ungarischer Fußballspieler